# Eremothecium ashbyi
Eremothecium ashbyi är en svampart som beskrevs av Guillierm. 1935. Eremothecium ashbyi ingår i släktet Eremothecium och familjen Eremotheciaceae.   Inga underarter finns listade i Catalogue of Life.